# Сентрал Вали (Њујорк)
Сентрал Вали (енгл. Central Valley) град је у америчкој савезној држави Њујорк.

## Демографија
По попису из 2000. године број становника је 1.857.
| Група             | 2000.         | 2010.    |
| Белци             | 1.658 (89,3%) | 0 (0,0%) |
| Афроамериканци    | 14 (0,8%)     | 0 (0,0%) |
| Азијати           | 25 (1,3%)     | 0 (0,0%) |
| Хиспаноамериканци | 147 (7,9%)    | 0 (0,0%) |
| Укупно            | 1.857         | 0        |